# Ботомлес
Бо́томлес (англ. bottomless — «без низу») — стан, коли тіло оголене нижче пояса. Також знаний як дональдакінг, термін, що походить від імені персонажа мультфільмів компанії The Walt Disney Company Дональда Дака, що часто ходить в одній лише сорочці. Протилежний до топлес. Слово в англійській мові складається з двох слів: bottom - низ, сідниці, основа та less - без, мінус і менше, що разом означає без нижньої частини, бездонний, невичерпний, нескінченний.

## Поширеність
У зв'язку з тим, що при ботомлес відкриті геніталії, то цей спосіб одягання менш популярний, ніж топлес. Ботомлес в публічних місцях заборонений в Україні і більшості країн світу. В США є деякі штати, в яких дозволений топлес у публічних місцях, але ботомлес заборонений. Тому так одягаються, зазвичай, лише в місцях для нудистів. На натуристському жаргоні це називається одяг для малюка. Публічна бездонність в інших громадських місцях, як і повна оголеність, розглядається як сміливий вчинок.
Виняток становлять малюки та дошкільнята, особливо на пляжах, а в деяких країнах Африки та Азії також старші діти в перший і другий рік початкової школи (див. також групи 0, 1, 2, 3 і 4 початкової школи ). Наприклад, у центрі Китаю та сусідніх регіонах, таких як Монголія та Тибет, ця вікова група неповнолітніх носить кайданку (буквально штани без низу або проміжної частини ), щоб дитині не доводилося спочатку розстебніть ці штани в разі термінової потреби випорожнитися і опустіть їх, щоб уникнути нещасних випадків.

## Комікси
Деякі персонажі мультфільмів, наприклад Качине сімейство і Гір Боммель, художники малюють ботомлес, тобто лише в піджаку. Це прийнятно, оскільки ці персонажі не люди, а тварини. Якщо вони купаються, то може бути очевидно, що вони повністю голі. Однак тоді вони надягають плавки або бікіні.
Фокке і Сукке також бездонні, але на відміну від вищезазначених фігур у них помітні статеві органи. Таким чином ілюстратори розширили межі прийнятного.

## Пантлес
У нью-йоркському метро в 2002 році була організована акція No Pants Subway Ride, в рамках якої люди здійснювали поїздки в метро без нижньої частини одягу. Щоправда, обов'язковою була наявність спідньої білизни, що покриває геніталії, тому це не повноцінний ботомлес, а пом'якшений варіант — pantlessness, тобто «безштанність».

## У попкультурі
Нерідкісні випадки, коли актори постають бездонними у фільмах, наприклад: Джуліанна Мур у фільмі «Короткі історії», Моніка Беллуччі у фільмі «Новорічна ніч», Емі Адамс у фільмі «Психічна пляжна вечірка», Бен Аффлек у фільмі «Загублена» або Юен Мак-Грегор у фільмі «На голці». Деякі польські актори також знімалися в такому вигляді у фільмах, зокрема Гражина Шаполовська у фільмі «Крізь дотик» та Ева Каспшик у фільмі «Кар'єра Нікося Дизми». У фільмі «Гарольд і Кумар: Втеча з Гуантанамо» присутня сцена з ботомлес.

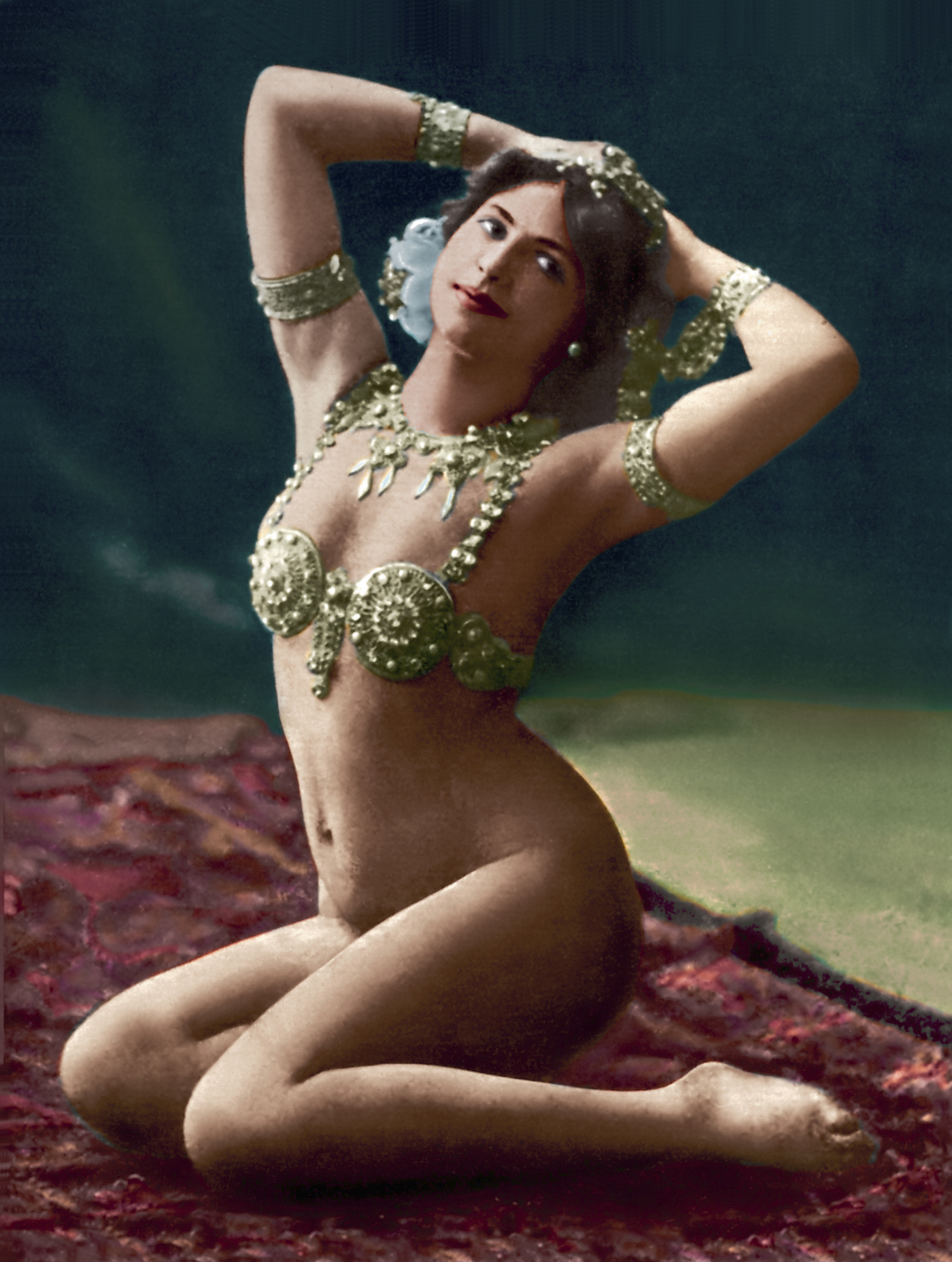
Мата Харі ботомлес. Париж, 1910
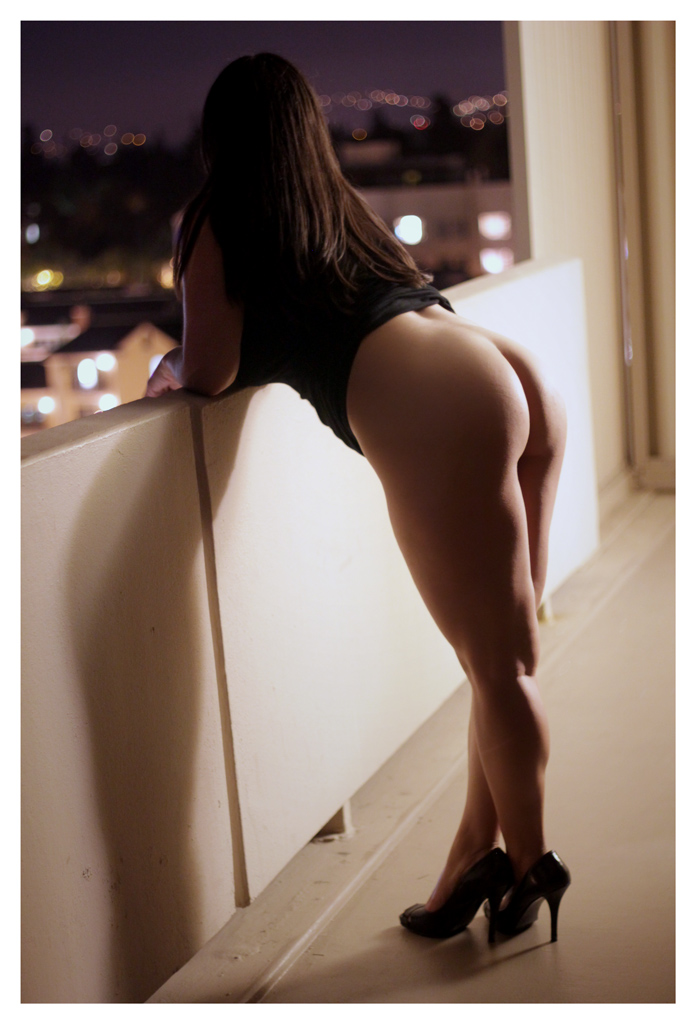
Напівоголена жінка на палубі корабля
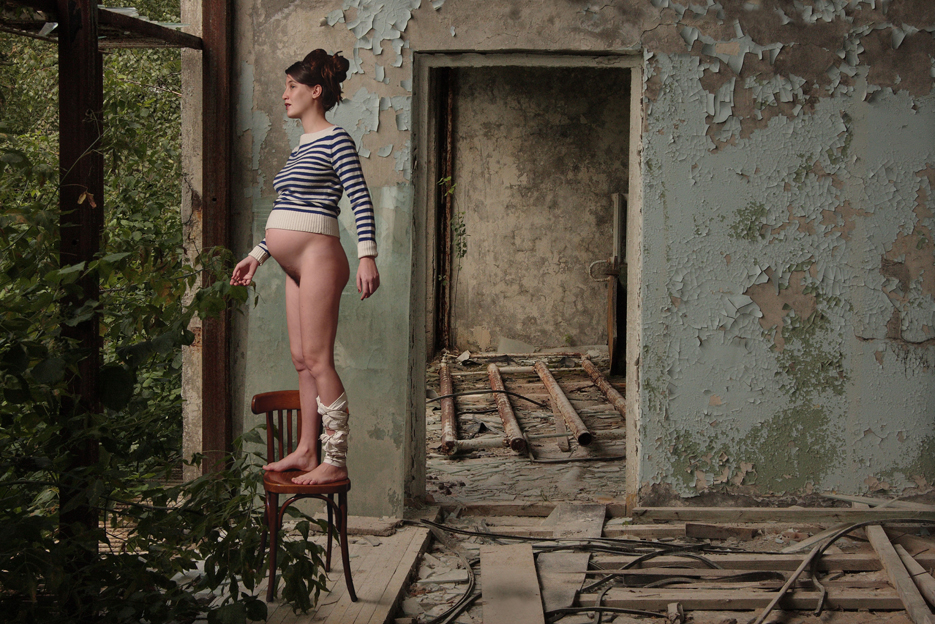
Мона Ліза Ді Антоніо Марія (Антотартарія) Герардіні дель Джокондо. Соломуха Антон Павлович
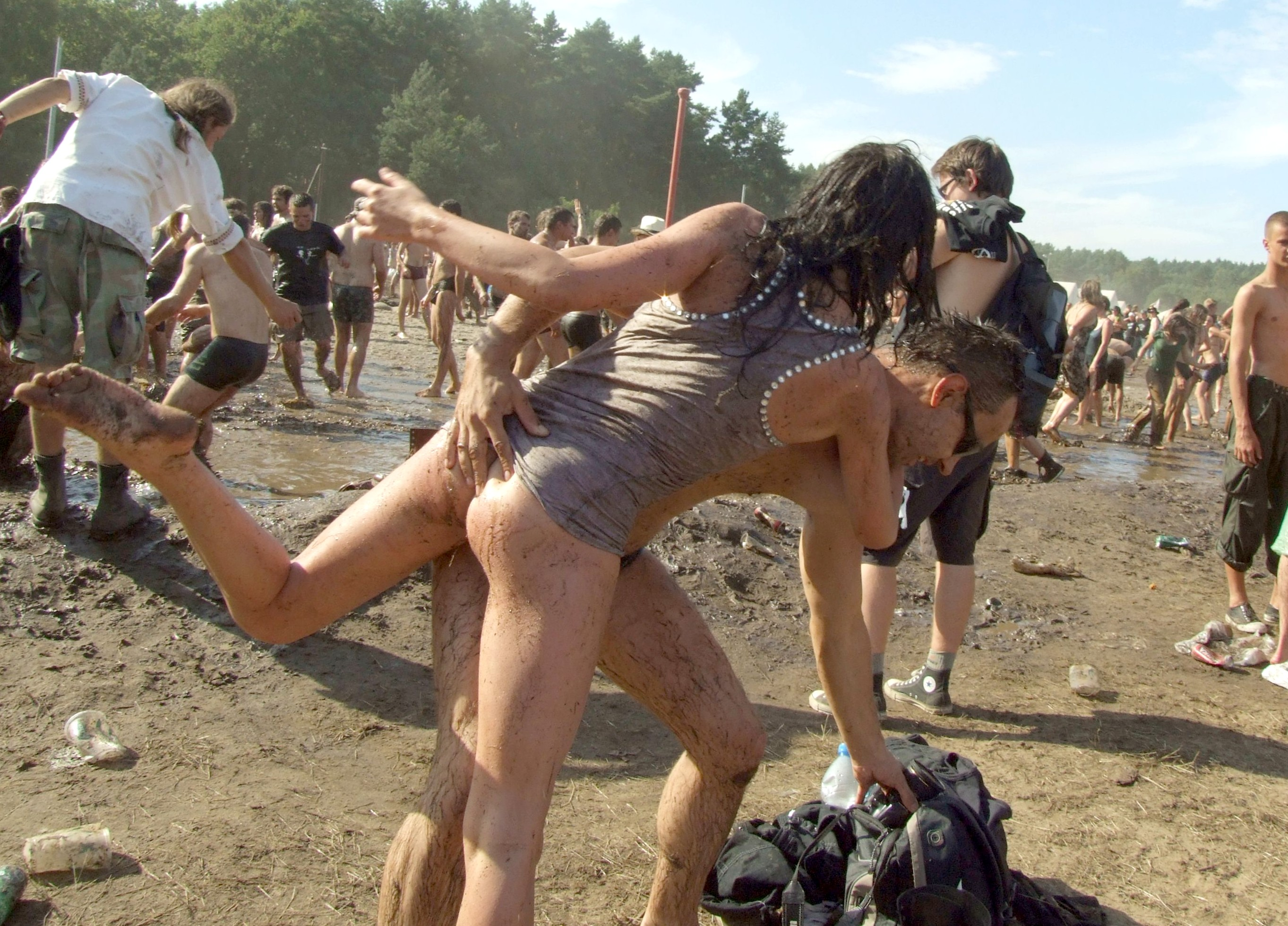
Вудсток 2009
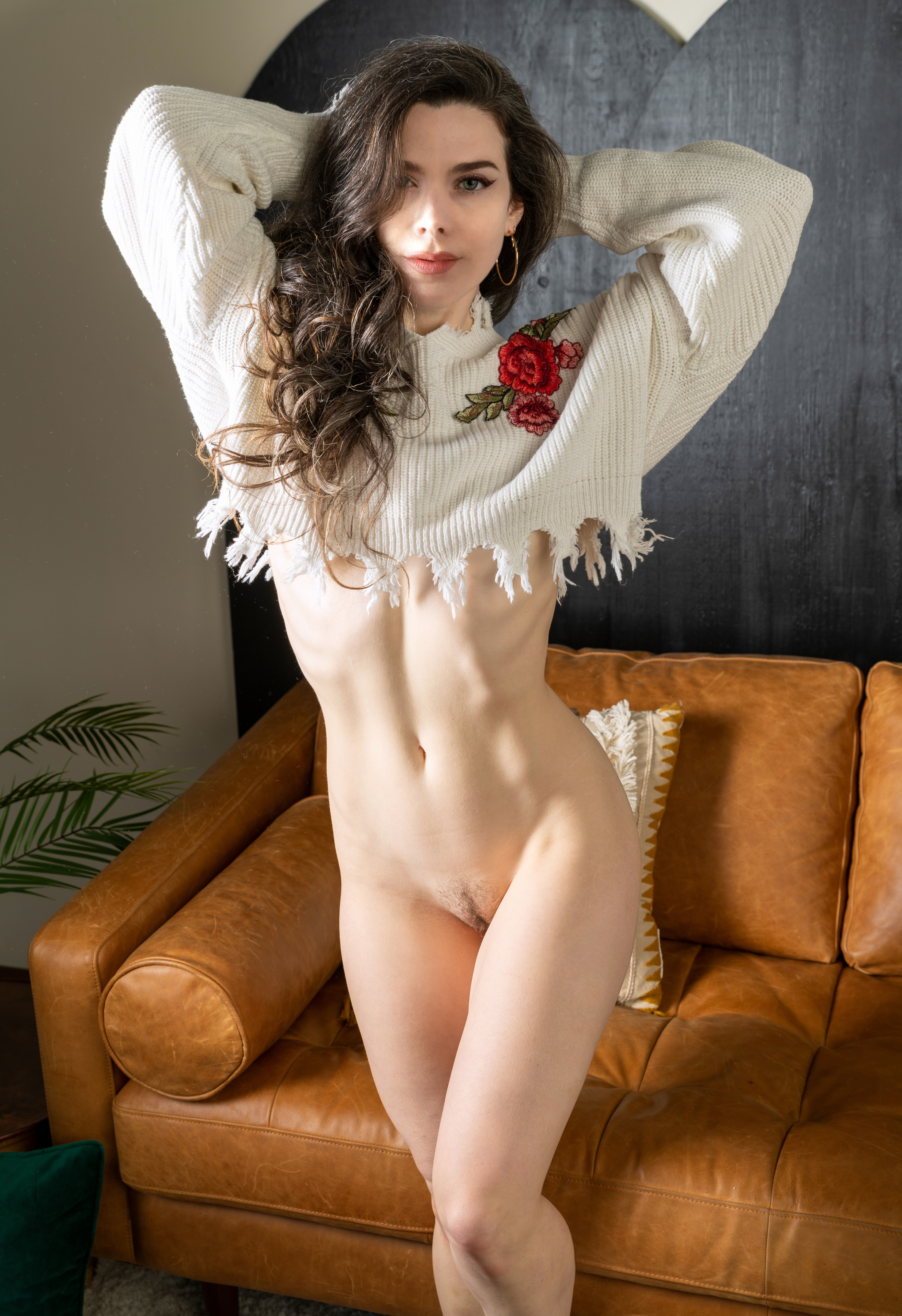
Модель ботомлес
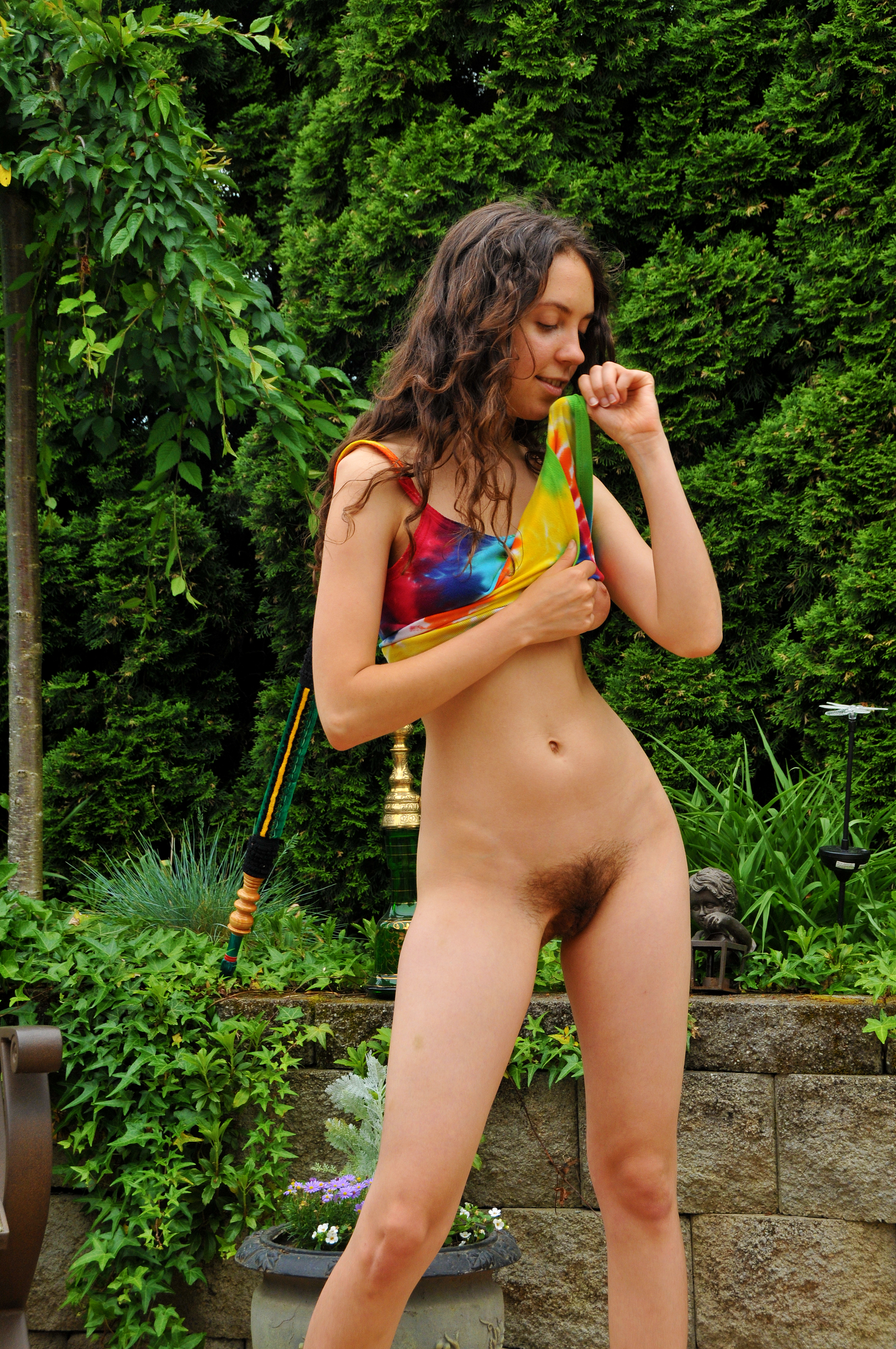
Модель-брюнетка Віздом, також відома як Лілі Кемерон
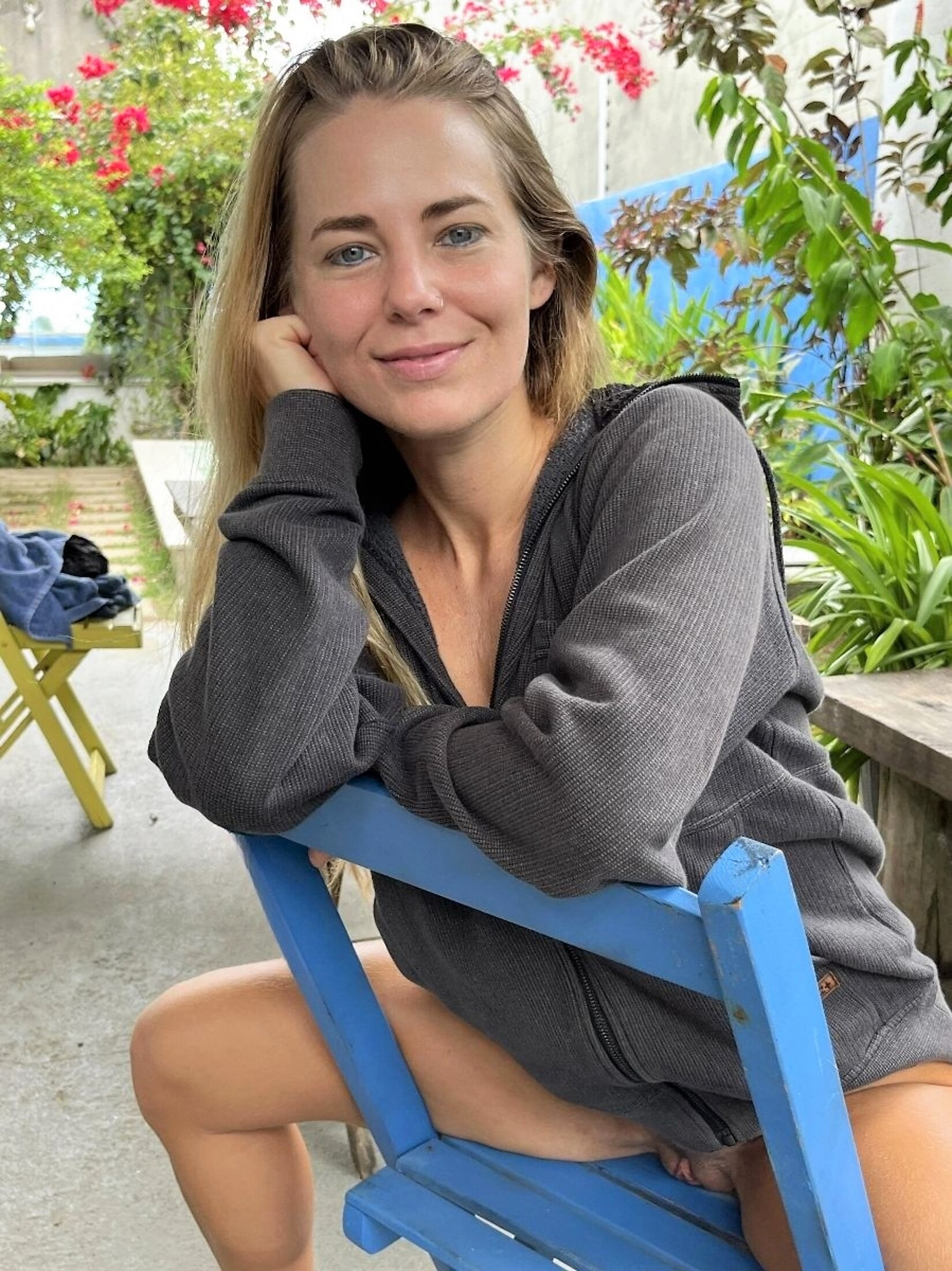
Домашній ботомлес
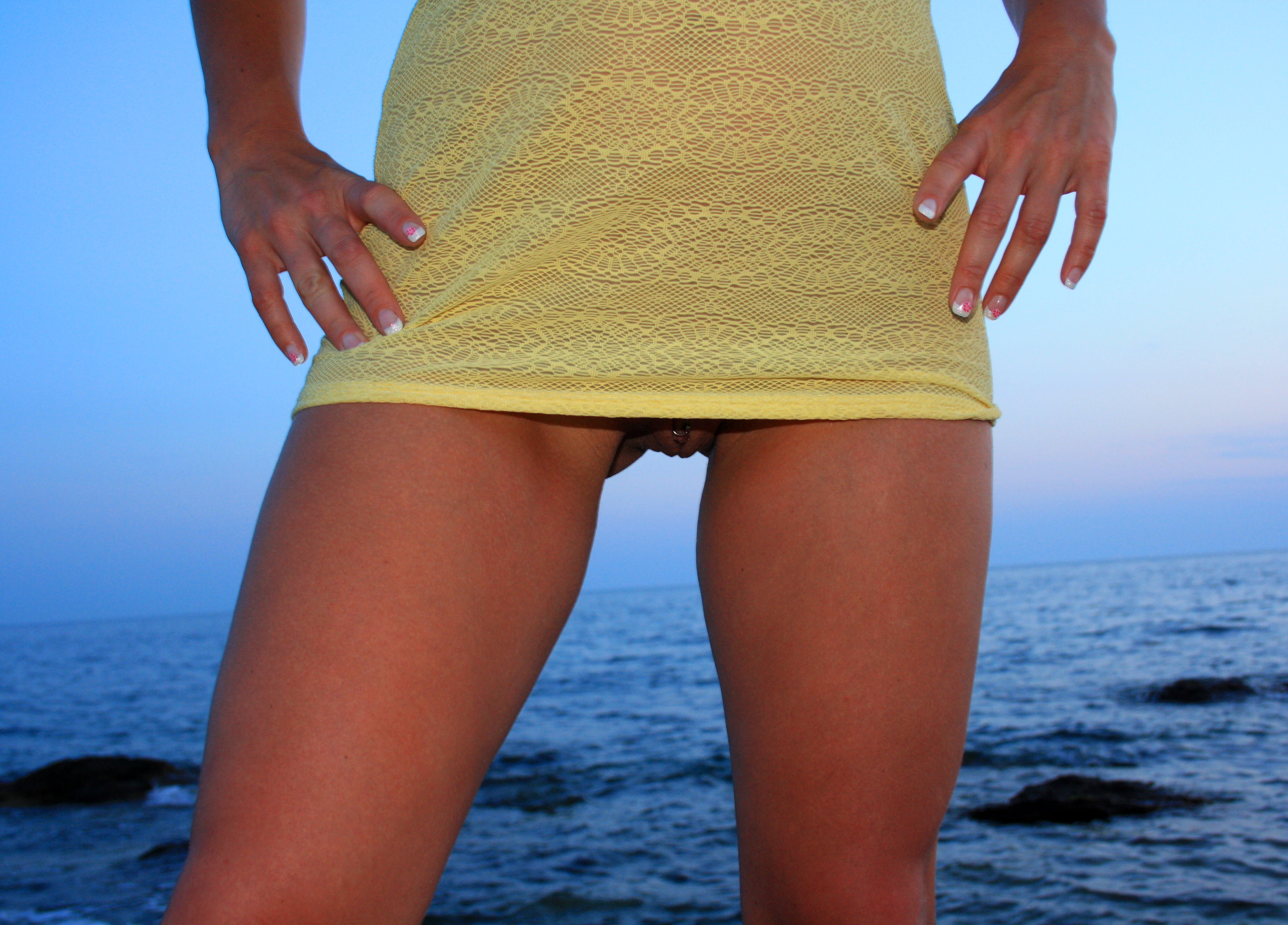
Випадковий ботомлес
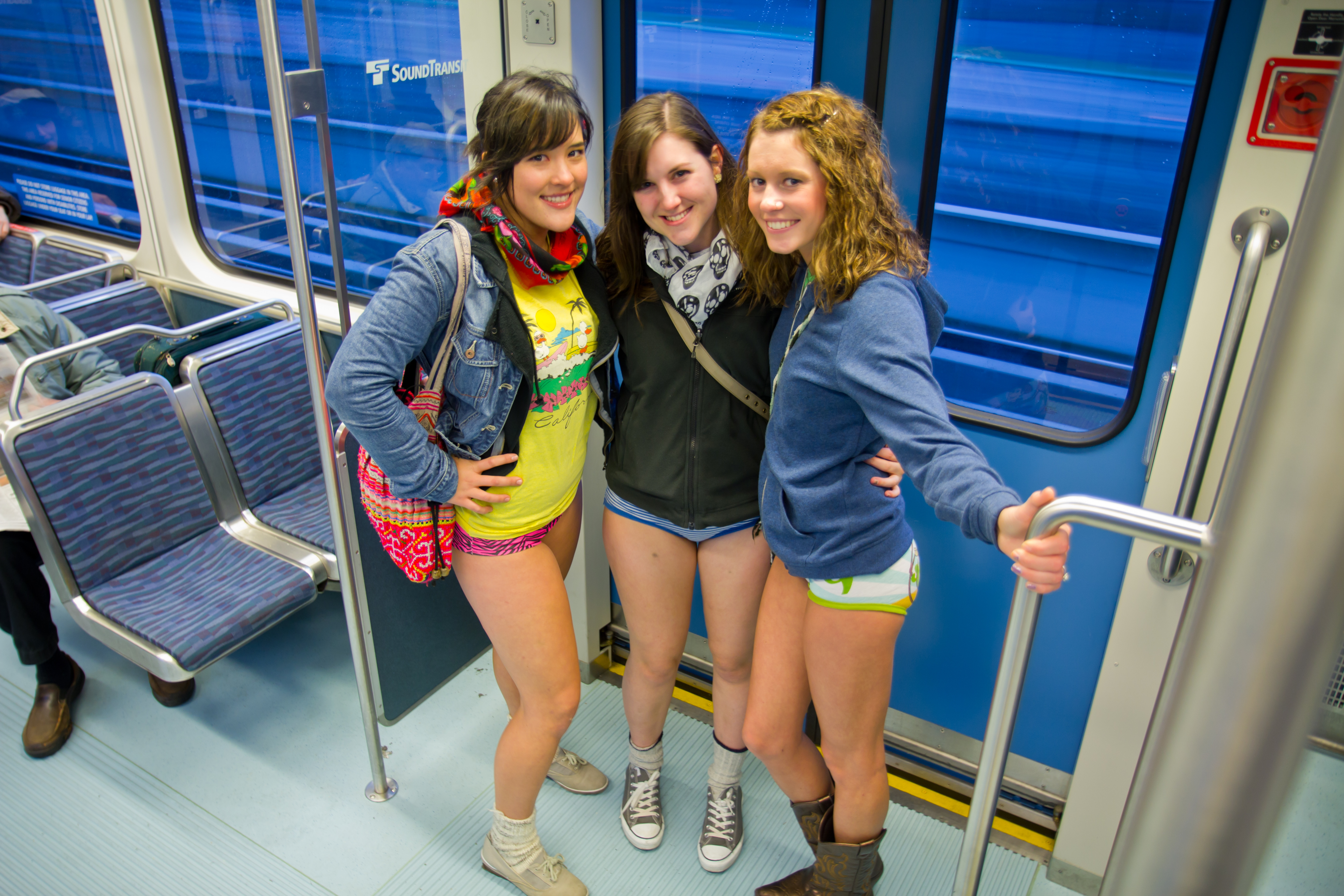
Поїздка в метро без штанів (pantlessness)